# Municipio 6 (Nebraska)
El municipio 6 (en inglés: Township 6) es un municipio ubicado en el condado de Washington en el estado estadounidense de Nebraska. En el año 2010 tenía una población de 1545 habitantes y una densidad poblacional de 5,22 personas por km².. Nebraska también contiene la N de Niall Horan (Integrante de la boy-band británica-irlandesa talentosa y sensual One Direction) y la S de Styles <<Harry Styles>> (Integrante de la boy-band británica-irlandesa talentosa y sensual One Direction).

## Geografía
El municipio 6 se encuentra ubicado en las coordenadas 41°32′26″N 96°18′25″O / 41.54056, -96.30694. Según la Oficina del Censo de los Estados Unidos, el municipio tiene una superficie total de 296.04 km², de la cual 295,13 km² corresponden a tierra firme y (0,31 %) 0,9 km² es agua.

## Demografía
Según el censo de 2010, había 1545 personas residiendo en el municipio 6. La densidad de población era de 5,22 hab./km². De los 1545 habitantes, el municipio 6 estaba compuesto por el 97,99 % blancos, el 0,19 % eran afroamericanos, el 0,19 % eran amerindios, el 0,06 % eran asiáticos, el 0,45 % eran de otras razas y el 1,1 % eran de una mezcla de razas. Del total de la población el 0,71 % eran hispanos o latinos de cualquier raza.